# Kelly Coleman
Kelly "King" Coleman, né le 21 septembre 1938 à Wayland, dans le Kentucky, et mort le 16 juin 2019 à Hazard, dans le même état, était un ancien joueur américain de basket-ball.

## Biographie

### Jeunesse
Kelly était l'un des onze enfants de Guy et Rusha Coleman. Son père, Guy Coleman soutint financièrement la famille en travaillant dans les mines de charbon locales. Kelly alla ensuite au lycée de Wayland à Wayland, dans le Kentucky.

### Carrière lycéenne (1953-1956)
Coleman eut une carrière record à Wayland High School. Au cours de sa carrière au lycée, il marqua 4337 points au total de 1953 à 1956, ce qui était le record national à l'époque et reste le record de points inscrits de tous les  lycées du Kentucky. En 1956, "King Kelly" Coleman fut nommé Mr. Basketball du Kentucky (en).
En 1956, Coleman était considéré par beaucoup comme étant le meilleur joueur de basket-ball de lycée du pays, avec Oscar Robertson et Jerry West. En tant que senior dans la saison 1955-56, Coleman a marqua 1 919 points au total et eut une moyenne de 46,8 points par match. Ses 4 337 points de carrière au lycée ont battu le record national de Wilt Chamberlain pour la plupart des points marqués dans une carrière. 
Dans le processus de recrutement, l'intronisé au Naismith Memorial Basketball Hall of Fame et l'entraîneur-chef de l'Université du Kentucky, Adolph Rupp, a publiquement appelé Coleman comme étant le meilleur joueur de basket-ball de lycée de tous les temps. Rupp dit : "le plus grand joueur de lycée qui ait jamais vécu ... Une combinaison de Cliff Hagan, de Frank Ramsey et de toutes les autres grandes stars qui ont joué au Kentucky." Aujourd'hui, il est toujours considéré comme étant "sans aucun doute le plus grand joueur de basket-ball de lycée du Kentucky de tous les temps." 
Lors du tournoi du Kentucky State High School de 1956, Coleman était si populaire que son arrivée à Lexington, dans le Kentucky, pour le tournoi, a été marquée par des dépliants largués d'un avion qui disaient : "Le roi Kelly arrive en ville." 
Dans le tournoi de l'État, Coleman  marqua 68 points contre Bell County High School et prit ensuite 28 rebonds contre Carr Creek High School. Les deux performances sont toujours des records de tournoi de l'état du Kentucky. Coleman, qui avait indiqué son intention d'aller en Virginie-Occidentale (avec Jerry West) pour aller à l'université de l'état, en contournant le Kentucky, dit plus tard : "La foule là-bas m'a hué pendant les trois matchs auxquels j'ai joué. Et ils hueraient encore jusqu'à ce que je brise le record de Johnny Cox (en) (le plus de points inscrits dans un tournoi au premier quart). Puis ils ont commencé à m'encourager. Et quand Bell County High School a essayé de geler la balle, la foule a commencé à les huer." 
Le total individuel de quatre matchs de Coleman (185 points inscrits et une moyenne de points par match de 46,25) a établi des records du Kentucky State Tournament. Les 27 points de Coleman dans un match, 14 points en une mi-temps, 69% de réussite aux tirs dans un tournoi, 47 lancers francs rentrés dans un tournoi et 28 rebonds pris dans un match sont toujours des records du tournoi. 
En tant que junior à Wayland High School, Coleman marqua 1 174 points (32,6 points de moyenne), dans sa deuxième année, 784 points (26,1 points de moyenne), et en tant que recrue de 14 ans, il marqua 386 points, avec une moyenne de 19,3 points. Ces totaux furent accumulés sans l'ajout de la ligne à 3 points.

### Carrière universitaire (1956-1960)
En 1955-1956, en tant que lycéen, alors qu'il inscrivait en moyenne 46,8 points par match, il fut recruté par des universités, comme il l'avait été tout au long de sa carrière au lycée. Il était le plus fortement recruté à la fois par l' Université du Kentucky et l'Université de Virginie-Occidentale. 
Après une bataille de recrutement entre les deux universités, Coleman s'engagea à l'Université de Virginie-Occidentale, avec Jerry West. Cependant, il fut finalement interdit de jouer pour l'Université de Virginie-Occidentale après que la NCAA ait déterminé que Coleman avait reçu des cadeaux importants de la part de cette université, notamment l'utilisation d'une voiture, de vêtements et d'argent. Coleman joua finalement pour les Panthers de Kentucky Wesleyan (en) après de courts séjours à la East Kentucky University et à l'Université Marshall et un emploi dans une aciérie. 
Après les pénalités de recrutement de la Virginie-Occidentale, Coleman s'inscrivit et joua à Kentucky Wesleyan de 1956 à 1960. Aux Panthers, Coleman fut élu deux fois All-American. À la fin de sa carrière universitaire, Coleman se classa troisième en nombre de points inscrits en carrière avec 2 077 points et sixième en rebonds pris en carrière avec 904 rebonds. En tant que freshman, Coleman mena la nation (divisions universitaires et collégiales) avec une moyenne de 26,6 points par match. Coleman détient toujours les records des Panthers pour la moyenne la plus élevée pour une carrière universitaire (27,7 points par match) et le plus de points inscrits en une saison (848 points). Coleman se classe troisième pour le nombre de points mis en carrière (2077 points au total, 27,7 points par match) et sixième pour les rebonds en carrière (904 rebonds au total, 12,1 rebonds par match). 
En tant que freshman, en 1956–1957, Coleman mena les Kentucky Wesleyan jusqu'à la finale du tournoi national de basket-ball de la NCAA College Division en 1957.
En tant que senior en 1959–1960, Coleman termina troisième meilleur marqueur du pays avec 30,3 points de moyenne par match, derrière Oscar Robertson des Bearcats de Cincinnati (33,7 points par match). Il mena les Panthers à une troisième place au tournoi de basketball de la NCAA College Division en 1960.

### Carrière professionnelle (1960-1964)
Le 11 avril 1960, les New York Knicks sélectionnèrent Kelly Coleman au deuxième tour (11ème choix au total) lors de la draft 1960 de la NBA. Les intronisés au Basketball Hall of Fame, Oscar Roberston (1er choix), Jerry West (2ème choix), Lenny Wilkens (6ème choix) et Tom Sanders (8ème choix) ont été sélectionnés juste devant lui.
Le 23 mai 1960, Coleman signa un contrat avec les Knicks de New York. Le 1er octobre 1960, les Knicks placèrent le contrat de Kelly Coleman sur des renonciations et il devint agent libre. Il fut dit que Coleman avait "peu ou pas d'intérêt pour la NBA" en raison des petits salaires qu'elle donnait aux joueurs à l'époque. 
Coleman joua pour les Bullets de Baltimore (en) de 1960 à 1961 dans l'Eastern Professional Basketball League. Il suivi cela en jouant deux saisons (1961–1963), pour les Majors de Chicago de l'American Basketball League, avec une moyenne de 14,2 points et de 7,2 rebonds par match en 1961–1962. En 1962–1963, Coleman termina 5ème meilleur marqueur de la ligue, inscrivant 19,0 points de moyenne et en prenant 7,6 rebonds par match avec les Majors. Il termina 10ème meilleur marqueur de tous les temps et 10ème meilleur rebondeur de tous les temps en ABL. 
L'American Basketball League avait été fondée par Abe Saperstein, propriétaire des Harlem Globetrotters. Lorsque la Ligue américaine de basket-ball se replia en 1963, Coleman joua pour les Globetrotters jusqu'en 1964, qui faisaient des tournées dans tout le pays.

### Vie privée
Après sa retraite sportive, Coleman obtint un diplôme à l'Université de Pikeville. Il devint enseignant et travailla pour le Detroit Free Press. Après avoir pris sa retraite dans le Michigan, Coleman rentra chez lui pour vivre à Wayland, dans le Kentucky. 
Lors d'un événement de retour à la maison à Wayland en 2018, Coleman réfléchit à sa carrière. "Tout ce que j'ai fait, c'est jouer", déclara-t-il. "C'est venu naturellement, je suppose. J'ai commencé à jouer au basket-ball quand j'étais au lycée et ma passion pour ce sport a grandi à partir de là." 
Coleman décède le 16 juin 2019 au Noreen and Greg Wells Hospice Care Center à Hazard, dans le Kentucky. 